# アーサー・シーガル
アーサー・シーガル（Arthur Segal、1875年7月23日 - 1944年6月23日）はルーマニア生まれの、画家である。ドイツ、スイス、イギリスで活動した。

## 略歴
ルーマニアのヤシのユダヤ人の銀行家の息子に生まれた。1892年からベルリン芸術アカデミーでオイゲン・ブラヒトに学び、1895年にはパリのアカデミー・ジュリアンで学び、1896年にはミュンヘンでアドルフ・ヘルツェルに学んだ。その後もパリやイタリアで修業した。
1904年からベルリンに移り、表現主義の主要なグループ、「ブリュッケ」、「青騎士」の展覧会に出展した。1910年にベルリン分離派が分裂してできたグループ、「新分離派」(Neue Secession)の創立メンバーとなった。1912年には表現主義を擁護する批評活動を行っていた芸術家ヘルヴァルト・ヴァルデン（Herwarth Walden）と交流し、ベルリンのヴァルデンの画廊「デア・シュトゥルム」で作品を展示した。
1914年に第一次世界大戦が始まると、家族とともにスイスのモンテ・ヴェリタ、アスコナに移り、1920年までスイスに滞在した。スイスの邸には ジャン・アルプ、マリアンネ・フォン・ヴェレフキン、アレクセイ・フォン・ヤウレンスキーなどの芸術家や亡命者が集まり交流することになった。チューリヒ・ダダと呼ばれたアーティストとチューリヒのキャバレー・ヴォルテールで開かれた展覧会に出展した。
1914年から1920年の間の時期に画面を長方形の領域に分割して、モザイク・ガラスを通して見ているような独特のスタイルで描き始めた。
1919年にマックス・ペヒシュタイン、セザール・クラインらの「Novembergruppe」のメンバーになり、1921年からその展覧会に出展した。
1920年にベルリンに戻った。1920年から1933年まで、ベルリンに美術学校を開き、多くの芸術家が集まる場所になった。
1920年代にはオットー・ディクス、ジョージ・グロス、ケーテ・コルヴィッツらを支援し八時間労働制を主張するドイツ社会民主党の運動を支援した。ナチスが政権を得ると、ユダヤ系のシーガルは1933年にスペインのマヨルカ島に移るが、スペイン内戦のためにさらにロンドンに移った。1936年にロンドンに美術学校を開いた。1944年のロンドン空襲の後、心臓病でロンドンで死去した。
息子のウォルター・シーガル(1907-1985)は「セルフビルド建築」の構想で知られる建築家となった。

## 作品

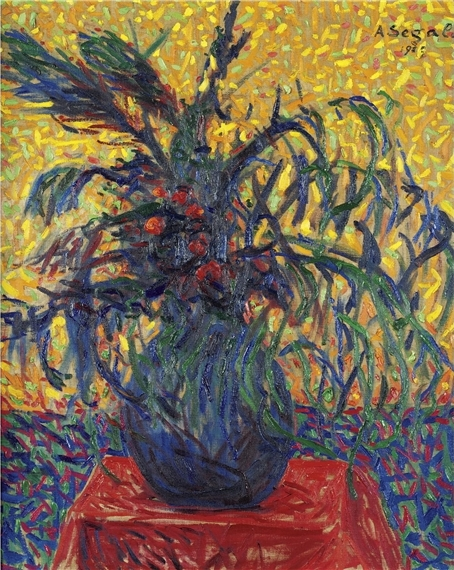
静物画
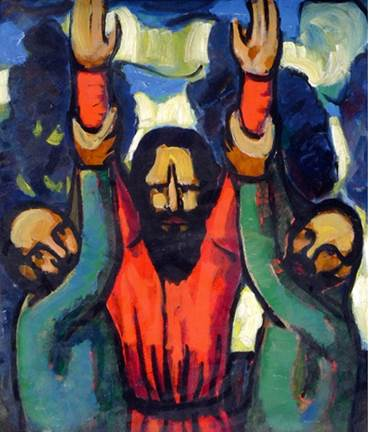
預言者エリヤ　(1915)
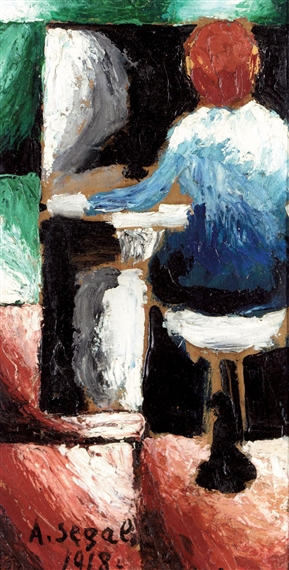
ピアノを弾く女性(1918)
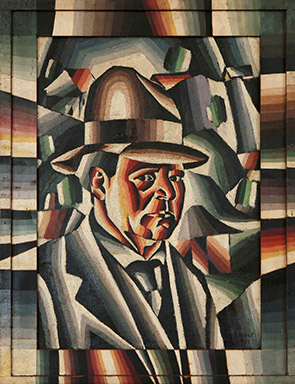
自画像(1924)

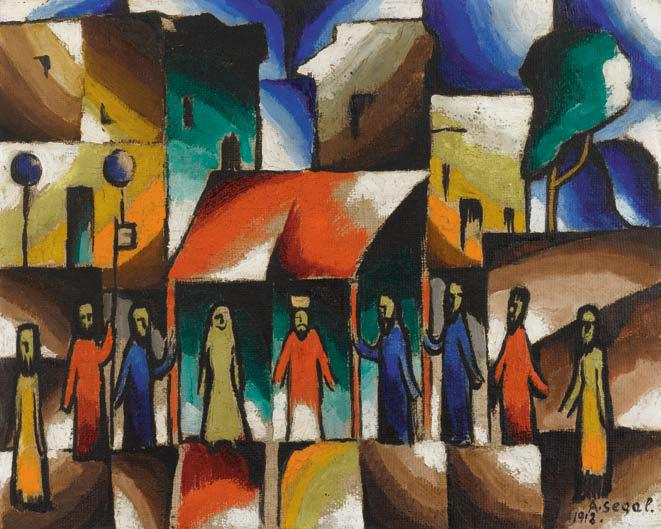
(1918)
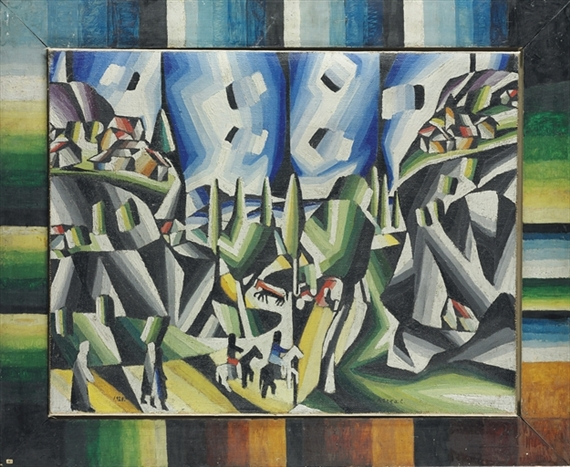
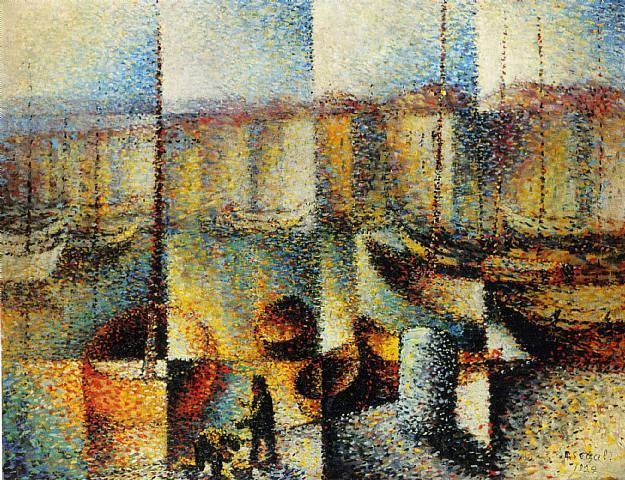
marseilles
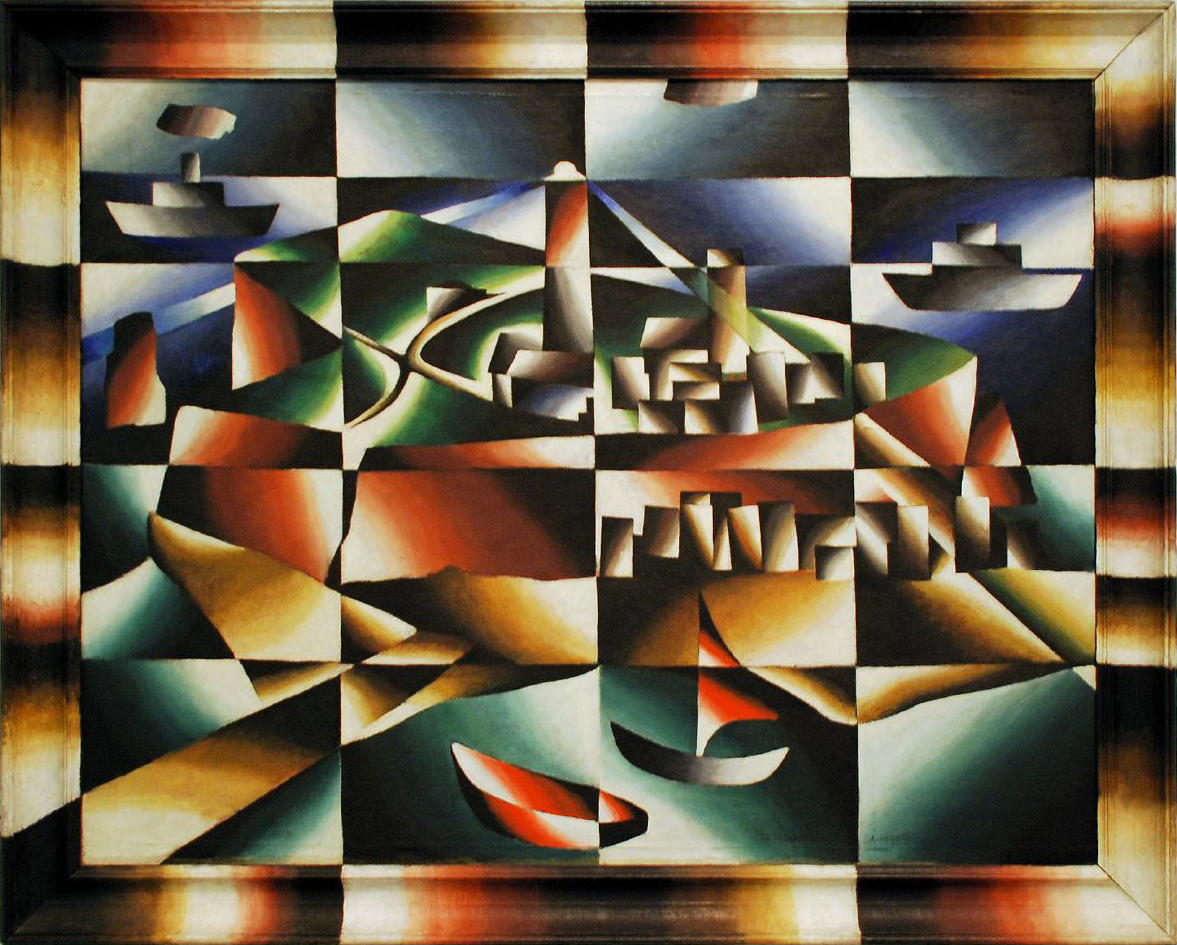
(1923)